# Meridià 32 a l'oest
El meridià 32 a l'oest de Greenwich és una línia de longitud que s'estén des del pol Nord travessant l'oceà Àrtic, Groenlàndia, l'oceà Atlàntic, l'oceà Antàrtic, i l'Antàrtida fins al pol Sud.
El meridià 32 a l'oest forma un cercle màxim amb el meridià 148 a l'est. Com tots els altres meridians, la seva longitud correspon a una semicircumferència terrestre, uns 20.003,932 km. Al nivell de l'Equador, és a una distància del meridià de Greenwich de 3.562 km.

## De Pol a Pol
Començant en el pol Nord i dirigint-se cap al pol Sud, aquest meridià travessa:
| Coordenades                             | País, territori o mar            | Notes                                                                                              |
| --------------------------------------- | -------------------------------- | -------------------------------------------------------------------------------------------------- |
| 90° 0′ N, 32° 0′ O / 90.000°N,32.000°O  | Oceà Àrtic                       | |
| 83° 36′ N, 32° 0′ O / 83.600°N,32.000°O | Groenlàndia                      | Terra de Peary septentrional                                                                       |
| 83° 3′ N, 32° 0′ O / 83.050°N,32.000°O  | Fiord Frederick E. Hyde          | |
| 83° 59′ N, 32° 0′ O / 83.983°N,32.000°O | Groenlàndia                      | Terra de Peary meridional                                                                          |
| 81° 54′ N, 32° 0′ O / 81.900°N,32.000°O | Fiord Independence (Groenlàndia) | |
| 81° 44′ N, 32° 0′ O / 81.733°N,32.000°O | Groenlàndia                      | |
| 68° 15′ N, 32° 0′ O / 68.250°N,32.000°O | Oceà Atlàntic                    | Passa a l'est de les illes Fernando de Noronha, Brasil (a 3° 50′ S, 32° 23′ O / 3.833°S,32.383°O)  |
| 60° 0′ S, 32° 0′ O / 60.000°S,32.000°O  | Oceà Antàrtic                    | |
| 77° 2′ S, 32° 0′ O / 77.033°S,32.000°O  | Antàrtida                        | Antàrtida Argentina, reclamat per Argentina · Territori Antàrtic Britànic, reclamat per Regne Unit |